# الموسيقى الكلاسيكية للمملكة المتحدة

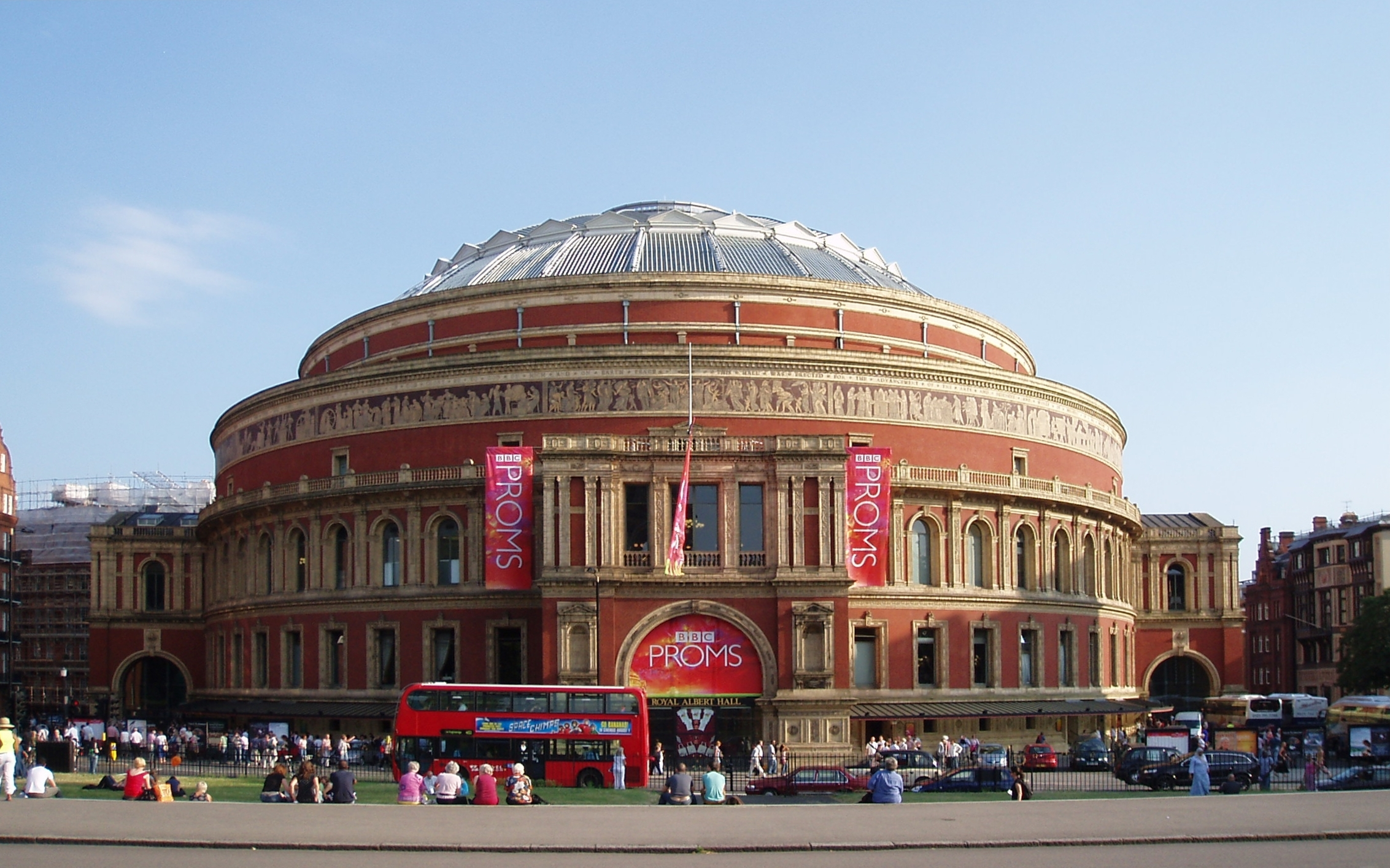

في هذا المقال، تشير الموسيقى الكلاسيكية في المملكة المتحدة للموسيقى الكلاسيكية ذات المعنى المحدد والمؤلفة رسميًا من نوع موسيقى الحجرة والحفلات الموسيقية والموسيقى المسيحية خلافًا للموسيقى الشائعة أو التقليدية أو موسيقى الفولك. ظهر المصطلح الحامل لهذا المعنى في أوائل القرن التاسع عشر، بعد فترة قصيرة من ظهور المملكة المتحدة لبريطانيا العظمى وأيرلندا في عام 1801. يمكن تتبع الموسيقى المؤلفة في هاتين الجزيرتين في التدوين الموسيقي الذي يعود إلى القرن الثالث عشر، مع أصول سابقة. لم توجد أبدًا بمعزل عن الموسيقى الأوروبية، لكنها غالبًا ما تطورت بطرق منعزلة بشكل مميز ضمن إطار دولي. شهدت المنح الداعمة والمؤسسات الأكاديمية والجامعية للأداء الموسيقي والتدريب، التي ورثت الأشكال الكلاسيكية الأوروبية للقرن الثامن عشر (من هاندل في بريطانيا على وجه الخصوص)، في المملكة المتحدة خلال القرن التاسع عشر توسعًا كبيرًا. حدثت تطورات مماثلة في الدول الأخرى المتوسعة في أوروبا (بما في ذلك روسيا وإمبراطورياتها). في ظل هذا النمو الدول، استمرت تقاليد التأليف الموسيقي والأداء المتمركزة في المملكة المتحدة، بما في ذلك الخيوط الثقافية المختلفة المُستمدة من مقاطعاتها المتعددة، في التطور بطرق مميزة من خلال أعمال العديد من المؤلفين المشهورين.

## الموسيقى المبكرة وموسيقى الباروك
كانت الموسيقى في الجزر البريطانية، من أقدم الحقب المؤرخة حتى عصر الباروك وظهور الموسيقى الكلاسيكية الحديثة المعروفة، ذات ثقافة متنوعة وغنية، بما في ذلك الموسيقى المقدسة والعلمانية وتتراوح بين الموسيقى الشعبية وموسيقى النخبة. احتفظت كل من الأمم الرئيسية في إنجلترا وإيرلندا واسكتلندا وويلز بأشكال فريدة من الموسيقى والآلات الموسيقية، لكن الموسيقى البريطانية تأثرت بشدة بالتطورات القارية، وقد قدم المؤلفون البريطانيون مساهمةً مهمةً في العديد من الحركات الرئيسية للموسيقى المبكرة في أوروبا، بما في ذلك بوليفونية آرس نوفا ووضعوا بعض أسس الموسيقى الكلاسيكية الوطنية والدولية اللاحقة. بالإضافة لذلك، طور الموسيقيون من الجزر البريطانية بعض الأشكال المميزة للموسيقى، بما في ذلك الترانيم السلتية والبنية الإنجليزية والروتا والأنتيفونات النذرية البوليفونية والكارول في عصر القرون الوسطى والماديغالات الإنجليزية وآريات العود ومسرحيات الماسك في عصر النهضة، ما أدى بشكل خاص إلى أوبرا اللغة الإنجليزية التي تطورت في أوائل عصر الباروك. كان الشخص المهيمن في الموسيقى الكلاسيكية في عصر الباروك المتأخر وما بعده هو جورج فريدريك هاندل ألماني المولد (1685-1759).

## أوائل القرن التاسع عشر
مع صدور قانون الاتحاد لعام 1800 الذي أقره كل من برلمان بريطانيا العظمى والبرلمان الأيرلندي، شُكلت المملكة المتحدة لبريطانيا العظمى وأيرلندا، وأصبح من الممكن التحدث عن الموسيقى الكلاسيكية في سياق المملكة المتحدة. كانت هذه أيضًا الفترة التي بدأ فيها الاعتراف بالموسيقى الكلاسيكية كعنصر مهم في الثقافة البريطانية والأيرلندية وأصبحت ذات أساس أكثر تنظيمًا يمكن أن يضاهي بعض التطورات التي شهدتها أوروبا القارية. كان ينظر إلى الموسيقى في هذه الفترة على أنها تحت سيطرة النزعات القارية والمؤلفين.

### الأسس الرئيسية
في عام 1813، تأسست جمعية أوركسترا لندن، التي لعبت دورًا مهمًا في تطوير الحياة الموسيقية في المملكة. شمل المؤسسون السير جورج سمارت ويوهان بابتيست كريمر وموزيو كليمنتي وويليام أيرتون (المدير الموسيقي لمسرح الملك) وويليام شيلد وهنري بيشوب وتوماس أتوود (مؤلف وعازف أورغن في كاتدرائية سانت بول، ومعلم جون جوس) ويوهان بيتر سالومون وفينسنت نوفيلو. تحت رعايتهم، أُسِس برنامج سنوي للحفلات الموسيقية ذي مستوً عالمي. كانت الجمعية الراعي المكلف لسمفونية بيتهوفن التاسعة الكورالية.
وُضع التدريب الموسيقي على أسس مهنية جديدة من خلال إنشاء الأكاديمية الملكية للموسيقى عام 1822، التي حصلت على ميثاق ملكي في عام 1830، وحاولت تدريب الموسيقيين البريطانيين بنفس معايير بقية الدول في القارة. كان أول رئيس لها هو مؤلف الأوراتوريو الدكتور ويليام كروتش (1745-1847)، وكان المعلم الأول للبيانو هو سيبرياني بوتر (1792-1871). كان بوتر أول عازف في لندن لكونشيرتو موزارت وبيتهوفن. ألف تسع سيمفونيات وأربعة كونشيرتوات للبيانو وكان له تأثير كبير، كمدير للأكاديمية بين عامي 1832 و1859، في تطوير الموسيقى البريطانية ومهنة الموسيقيين.
بزغت أهمية الموسيقى الكلاسيكية في أيرلندا، وإلى حد ما مكانتها في الهويتين البريطانية والأيرلندية المتضاربتين، من خلال تأسيس جمعية كورال دبلن عام 1837، والأكاديمية الأيرلندية للموسيقى في عام 1848 (التي مُنحت ميثاقًا ملكيًا في عام 1872)، والمعهد الملكي للكورال عام 1851 تحت إشراف شخصيات مهمة مثل السير روبرت بريسكوت.

## النهضة الموسيقية البريطانية 1860-1918
مرت الموسيقى الكلاسيكية بتحولات جوهرية في تركيزها وأهميتها منذ النصف الثاني من القرن التاسع عشر، حين بدأت في البحث عن هوية أو هويات وطنية مميزة ولعبت دورًا متزايدًا في الحياة الثقافية البريطانية.

### أسس أواخر القرن التاسع عشر
بين عامي 1880 و1887، تأسست مدرسة لندن جيلدهول للموسيقى. تأسست الكلية الملكية للموسيقى (آر سي إم) في مدرسة تدريب تحت قيادة آرثر سوليفان (1882-1883) في عهد السير جورج جروف. تأسست حفلات كوينز هول بروميناد الموسيقية بقيادة السير هنري وود في عام 1895.
كان السير هوبرت باري (1848-1918) عضوًا في هيئة التدريس في آر سي إم بدءًا من عام 1884 ومديرها بدءًا من عام 1894 حتى وفاته، إذا استغلها كمنصة للإبداع وتطوير الموسيقى البريطانية. شملت أعماله الخاصة كانتاتا بروميثيوس أنباوند (1880) وكانتاتا الملك شاول (1894)، وأربع سيمفونيات، من بينها السنفونية الإنجليزية (1889). كان معاصره الأيرلندي المولد السير تشارلز فيلير ستانفورد (1852-1924)، الذي كان أستاذًا في التأليف الموسيقي في آر سي إم بدءًا من عام 1883؛ وقائد كورال باخ بين عامي 1886 و1902، وكان أستاذًا للموسيقى في كامبريدج بدءًا من عام 1887 وقائدًا لجمعية أوركسترا ليدز (1897-1909)، ومهرجان ليدز (1901-1910). كان لهذه الشخصيات تأثير عميق على جيل من المؤلفين الموسيقيين من بينهم جوستاف هولست ورالف فوغان ويليامز.

## القرن العشرين
بموجب المعاهدة الإنجليزية الإيرلندية لعام 1921، فُصلت 26 مقاطعة إيرلندية من أصل 32، بما في ذلك مدينة دبلن، عن المملكة المتحدة رسميًا. في حين استمر البلدان في تقاسم تراث الموسيقى الكلاسيكية، فقد بدآ بالتطور على مسارين مختلفين.
فيما يُعرف الآن بالمملكة المتحدة لبريطانيا العظمى وأيرلندا الشمالية، كان من بين المؤلفين البارزين في القرن العشرين ويليام والتون وبنجامين بريتن ومايكل تيبيت ولينوكس بيركلي وهافيرغال بريان. اختلفت أساليبهم الخاصة في تأليف موسيقى ودورها في الهوية الوطنية بشكل كبير. تميزت أعمال والتون بالتبويق والسمات الوطنية، بما في ذلك المسيرات الاحتفالية ولي العهد الإمبراطوري، التي كُتبت لتتويج الملك جورج السادس والملكة إليزابيث الأولى، والأورب والصولجان لتتويج الملكة إليزابيث الثانية. من ناحية أخرى، بذل بريتن جهدًا واعيًا لتمييز نفسه عن الموسيقى الإنجليزية السائدة، التي اعتبرها قنوعةً ومنعزلةً وغير احترافية. تضمنت أعماله أوبرا بيتر غرايمز (1945)، وبيلي بود (1951)، بالإضافة إلى المؤلفات الموسيقية الليلية للغيتار لجون دولاند (1964). يمكن القول إن هذا الاتجاه ربما ساهم في إحياء الاهتمام بالموسيقى المبكرة تحت قيادة شخصيات في بريطانيا مثل أرنولد دولمتش وديفيد مونرو.